# مرکز گردهمایی اورگان
۴۵°۳۱′۴۲″شمالی ۱۲۲°۳۹′۴۷″غربی / ۴۵٫۵۲۸۳°شمالی ۱۲۲٫۶۶۳۱°غربی
مرکز گردهمایی اورگان (به انگلیسی: Oregon Convention Center) یک مرکز گردهمایی در پورتلند، اورگان است. در سال ۱۹۸۹ تکمیل شد و در سال ۱۹۹۰ افتتاح شد، در سمت شرقی رودخانه ویلامت در ناحیه لوید واقع شده است. بیشتر به خاطر برج‌های دوقلوی مناره‌ای که نور را به داخل ساختمان می‌رسانند و بزرگ‌ترین آونگ فوکو جهان است آن را می‌شناسند. این مرکز متعلق به دولت منطقه ای ناحیه پورتلند است و توسط کمیسیون نمایشگاه و تفریح متروپولیتن، یکی از شرکت‌های تابعه مترو اداره می‌شود.